# Къз кая
„Скално-култовият комплекс Къза кая“ (Момин камък) се намира на 2.5 km източно от землището на село Изворово, Област Пловдив. Култовият обект, обхващащ и скалната кулминация Стражите е част от дълъг вододелен рид, който свързва родопските върхове Къз кая, Ин кая, Турската куля, Грачогидик, Акватепе, Ялварник, Крива чука и Момчил. Според българския археолог доц. Иван Христов, се касае по-скоро за разклонение на главния път, по който преминава македонският владетел при своя поход срещу тракийските племена през 335 г. пр. Хр.

## Описание и особености
Комплексът може условно да се раздели на два дяла. Северен дял, който включва масивна скала, в която се наблюдават издълбани в камъка жертвени ями, както и своеобразен фалосовиден менхир и южен дял, където е оформен естествен проход между скалните масиви (наричан от местното население „Стражите“) – тук при скалните форми се наблюдават антропоморфни изображения и множество жертвени ями и издълбавания.
Според доц. Христов южното начало на описвания по-горе път е маркирано и от няколко интересни археологически паметници открити в землището на с. Тополово. На първо място това са откриваните през последните
сто години на множество монети носещи ликовете на македонските владетели Филип ІІ (359 – 336 г. пр. Хр.), Александър ІІІ Велики (336 – 323 г. пр. Хр.), Филип ІІІ Аридей (323 – 316 г. пр. Хр.) и Деметрий Полиоркет (306 – 283 г. пр. Хр.).
Античният път води своето начало от днешното с. Тополово, като на юг от селището пътят се насочва към планината и излиза в района на светилището Ин кая и от там в почти южна посока се насочва към долината на река Арда, а оттам – към Тракийско море (Бяло море). В разглеждания район трасето на пътя е маркирано от две крепости, култовите обекти при Ин кая Къз кая и кромлехът при Турската куля.
На много места в отсечката село Тополово – едноименния проход, по пътя е запазена каменна настилка, широка на места до 3 – 4 m. Запазени са и подзиждания на пътя в по-стръмни и ронливи места, метод, характерен за направата на тракийските пътища в планините.
Всички гореспоменати обекти попадат в обособен микрорайон, чийто култов център вероятно е било светилището Беланташ. Към цялостната поселищна картина в тази част на планината попада и регистрираното тракийско селище в м. Чотрова махала, няколко единично разположени надгробни могили и пещерата „Топчика“, разположена в долината на р.Сушица, за която проф. Мечислав Домарадски допуска да е използвана и за култови нужди.
Светилищата в тази част на планината попадат в район, който попада границата между две етнически територии. Едната територия обхваща Източните Родопи, а другата – „по-високите“ части на планината, която в писмените извори се свързва с етнонима на племената Сатри и Беси.